# Carlo Mollino
Carlo Mollino (né le 6 mai 1905 à Turin et mort le 27 août 1973  dans la même ville) est un architecte, designer et photographe italien.

## Biographie
Né à Turin (Piémont), Carlo Mollino est le fils d'Eugenio Mollino (ingénieur). En grandissant, il commence à s'intéresser à beaucoup de choses, dont le design, l'architecture, les sciences occultes et les voitures de course.
Il aurait prononcé la phrase « Tout est permis tant que c'est fantastique ». Cette maxime traduit certainement le corps de son travail. L'architecture et les meubles de Mollino sont célèbres pour leur capacité à permettre aux occupants de manipuler des volumes à leur goût.
Carlo Mollino meurt en 1973, alors qu'il travaillait encore.

## Architecture

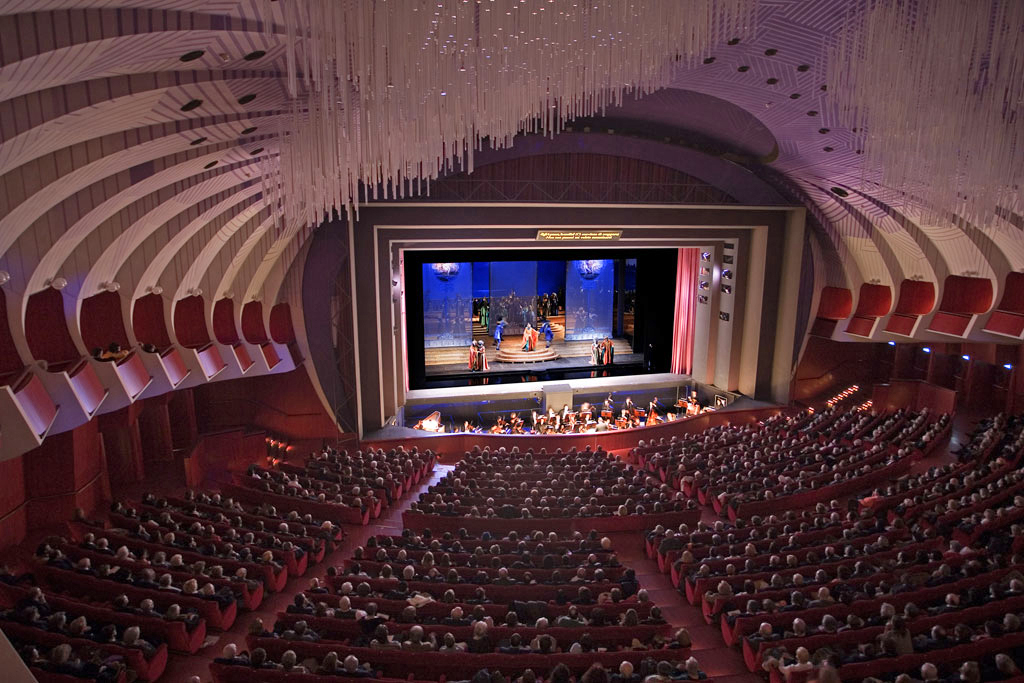
Le Teatro Regio en 2005

En 1930, Carlo Mollino commence sa carrière d'architecte en concevant une maison à Forte dei Marmi et reçoit le prix G. Pistono pour l'architecture. 
Entre 1933 et 1948, il travaille au bureau de son père, et prend part à plusieurs compétitions d'architecture (avec notamment l'immeuble pour la Fédération des agriculteurs à Coni, la Maison du Faisceau à Voghera, et, après la Seconde guerre mondiale, le Monument au Partisan, qu'il créa en collaboration avec le sculpteur Umberto Mastroianni. Le Monument au Partisan fut placé au cimetière général de Turin après avoir gagné le concours.
Entre 1936 et 1939 il conçoit, en collaboration avec Vittorio Baudi di Selve, l'immeuble Società Ippica Torinese à Turin, considéré comme son chef-d’œuvre (détruit en 1960). Cette œuvre coupe les ponts avec le passé et le régime, tout en refusant l'école rationaliste et s'inspirant de Alvar Aalto et Erich Mendelsohn.
En 1952, Mollino conçoit l'Auditorium de la RAI à Turin, qui a été radicalement restauré en 2006, avec de grands changements apportés à la structure originale.
Dans la première moitié des années 1960, il dirige une équipe d'architectes responsable de la conception du quartier INA-Casa de Turin. En 1961, il est second d'une compétition (remportée par Pier Luigi Nervi) pour la conception du Palazzo del Lavoro à Turin, construit pour célébrer le centième anniversaire de l'unification de l'Italie (1961).
Dans les dernières années de sa vie, de 1965 à 1973, il conçu les deux bâtiments qui l'ont rendu célèbre : l'immeuble de la Camera di Commercio et le Teatro Regio, tous deux situés à Turin. 
Avant sa mort il termina des projets pour le centre de direction de la FIAT à Candiolo, l'immeuble de l'AEM à Turin et le Club Méditerranée à Sestriere.
Une vision égyptienne dans une "maison-thèse".
Deux vues de l'intérieur meublé de sa villa turinoise, près du Pô - où il vivait seul sans recevoir personne - gérée depuis dix-huit ans par Fulvio Ferrari, illustrent entre autres un article relatif à Turin publié dans le numéro 14 de Grand Angle/Le Figaro du 24/10/2017 (p. 53).

## Bâtiments
- Società Ippica Torinese, Turin (1937, détruit en 1960);
- Slittovia del lago Nero, Sauze d'Oulx (1946);
- Maison sur le plateau Agra (1952);
- Auditorium de la RAI, Turin (1952);
- Casa del Sole, Cervinia (1955);
- Élargissement de l'Aéroclub de Turin  (1958);
- Chambre de commerce, Turin (1964);
- Teatro Regio, Turin (1973).

## Appartements
- Casa Miller, Turin (1938);
- Casa Devalle, Turin (1939);
- Casa Minola, Turin (1944);
- Casa Orengo, Turin (1949);
- Casa Pistoi, Turin (1968).

## Meubles
Un record mondial pour un meuble du XXe siècle est établi en juin 2005, lorsqu'une pièce conçue par Carlo Mollino est vendue aux enchères à New York par Christie's; il s'agit d'une table en  contreplaqué d'érable et en verre de la Casa Orengo (1949), vendu pour 3 824 000 dollars.
Son travail a été inclus dans l'exposition Italy at Work (1950-1954), consacrée à des designers industriels italiens.

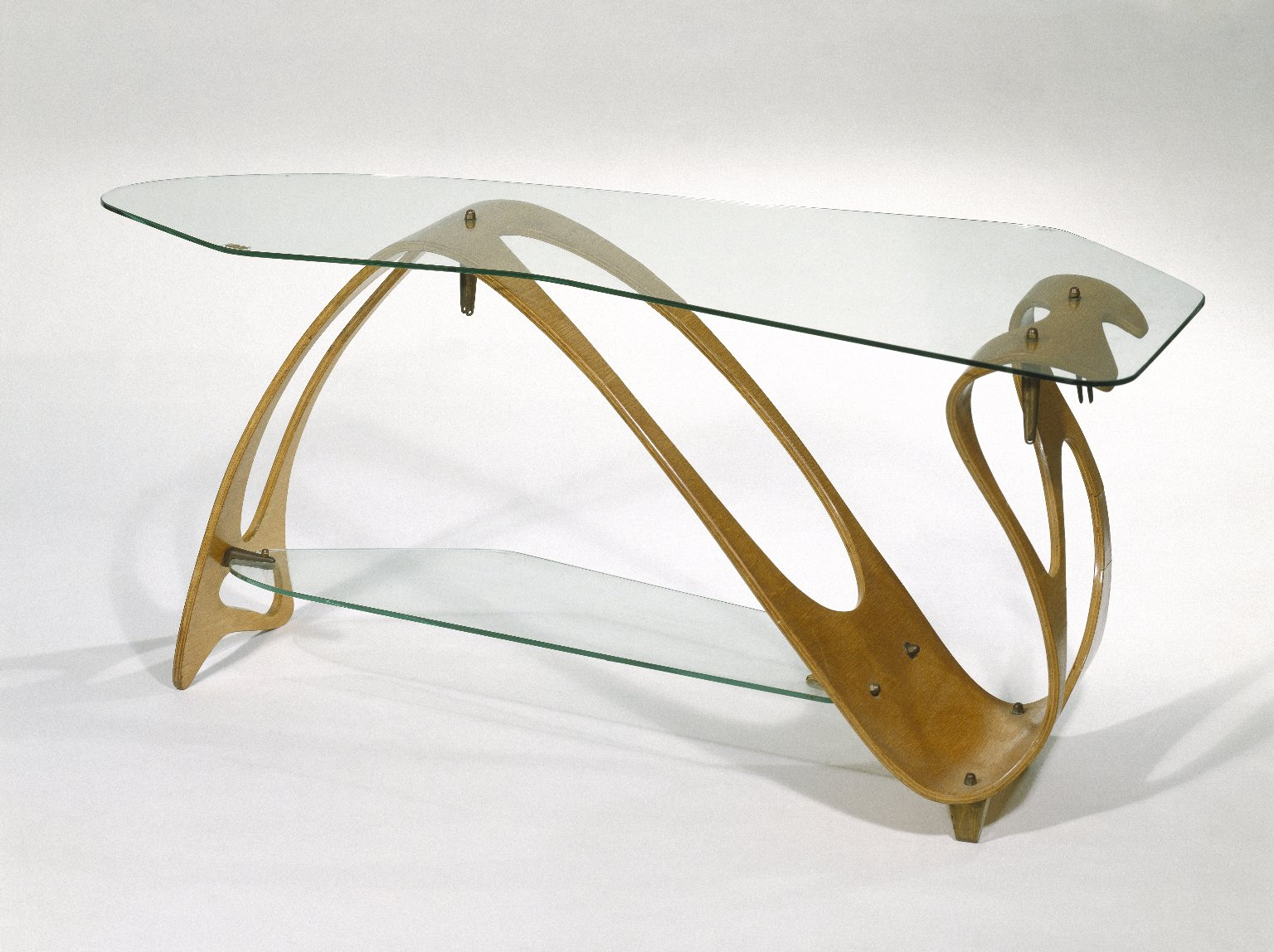
Carlo Mollino, Table basse, vers 1949 Brooklyn Museum

## Projets non réalisés
- 1940 : Reconstruction du refuge Kind à Sauze d'Oulx;
- 1954 : Agrandissement de l'hôpital de Rivoli (Turin);
- 1954 : Cappella dell'istituto Luce Nuova di Giaveno;
- 1966 : Plan de Sauze d'Oulx;
- 1968 : Dépendance Branca (garage et dépendances) Lignan – Saint-Barthélémy (Nus – Aosta).

## Photographie
Une énorme collection de polaroids érotiques pris par Mollino a été découverte après sa mort; chaque image est soigneusement composée, avec des costumes, des meubles et des décors qui reflètent son esthétique raffinée.